# Lawrence Cecil Adler
Lawrence "Larry" Cecil Adler, (Baltimore, 10 de febrero de 1914-Londres, 6 de agosto de 2001) fue un compositor y virtuoso de la armónica que introdujo este instrumento en la música clásica.

## Biografía
Proveniente de una familia judía ortodoxa, a los 10 años cantaba en la sinagoga. Intentó estudiar música en el conservatorio de su ciudad pero fue expulsado por tener "oído mediocre", según sus profesores.
A la edad de 14 años se fue a Nueva York, donde se ganaba la vida tocando en las calles y en clubes nocturnos. En 1930, Fred Astaire lo contrató para actuar en el musical Smiles. En 1939, debutó en la música clásica con su armónica en la Sinfónica de Sídney. Durante la II Guerra Mundial actuó para las tropas estadounidenses.
Fue represaliado por ser simpatizante de la izquierda, por lo que se exilió en el Reino Unido (1949), donde consiguió gran popularidad.
Entre sus composiciones destaca su versión del Rhapsody in Blue, de George Gershwin, considerado el primer solo de armónica de la historia de la música. El compositor español Joaquín Rodrigo también compuso para él.

## Premios y distinciones
Premios Óscar
| Año  | Categoría                                              | Película | Resultado |
| ---- | ------------------------------------------------------ | -------- | --------- |
| 1955 | Mejor banda sonora de una película dramática o comedia | Genoveva | Nominado  |